# 下佐鳥町
下佐鳥町（しもさどりまち）は、群馬県前橋市の地名。郵便番号は371-0815。2013年現在の面積は0.79km2。

## 地理
前橋市の南部、利根川に注ぐ端気川左岸の前橋台地南部に位置している。西側に工場が点在している。

## 歴史
江戸時代頃からある地名であり、前橋藩領であった。もとは上佐鳥村（現上佐鳥町）と一村で佐鳥と称された。

### 年表
- 1889年4月1日 町村制施行により、下佐鳥村は六供村、市之坪村、上佐鳥村、朝倉村、後閑村、宮地村、橳島村と紅雲分村、宗甫分村、前代田村、天川原村の各一部が合併し東群馬郡上川淵村が成立する。
- 1896年4月1日 郡統合（東群馬郡と南勢多郡の統合）により勢多郡に所属する。
- 1954年4月1日 周辺1町5村（元総社村、下川淵村、芳賀村、桂萱村、群馬郡東村、総社町）とともに上川淵村は前橋市へ編入する。そのため前橋市下佐鳥町となる。

### 地名
かつて「さどり」は作鳥とも書いたとされる。

## 世帯数と人口
2017年（平成29年）8月31日現在の世帯数と人口は以下の通りである。
| 町丁     | 世帯数  | 人口  |
| -------- | ------- | ----- |
| 下佐鳥町 | 202世帯 | 576人 |

## 小・中学校の学区
市立小・中学校に通う場合、学区は以下の通りとなる。
| 番地 | 小学校               | 中学校             |
| ---- | -------------------- | ------------------ |
| 全域 | 前橋市立上川淵小学校 | 前橋市立第七中学校 |

## 交通

### 鉄道
鉄道駅はない。

### 道路
国道は通っておらず、県道は群馬県道27号高崎駒形線が通っている。

## 施設
- 日本中央バス本社・前橋バスセンター
- ヤマト運輸群馬主管支店・群馬ベース店